# شهرآرا (روزنامه)
روزنامهٔ شهرآرا به صاحب امتیازی شهرداری مشهد، یک روزنامهٔ محلی در مشهد است.

## پیشینه
این روزنامه در گذشته از سال ۱۳۷۶ به صورت هفته‌نامه و به‌طور رایگان با تیراژ ۴۰۰۰۰۰ نسخه برای شهروندان مشهدی منتشر می‌شد اما در ۳ خرداد ۱۳۸۸ و هم‌زمان با بیست و هفتمین سالروز آزادسازی خرمشهر انتشار آن به صورت روزنامه و با قیمت ۱۰۰ تومان آغاز شد. بهای این روزنامه از تاریخ اردیبهشت ۱۳۹۲ قیمت روزنامه به ۲۰۰ تومان افزایش یافت و در سال ۱۳۹۷ به هر نسخه ۵۰۰ تومان افزایش یافت. از بهار سال ۱۳۹۸ نیز قیمت آن به ۷۰۰ رسید. قیمت هر نسخه از این روزنامه در پاییز ۱۴۰۲، به ۴۰۰۰ تومان رسید. 

## هدف
مسئولان این روزنامه، رسالت آن را اطلاع‌رسانی مناسب شهری در مشهد و احیای فرهنگ اصیل شهری عنوان می‌کنند و می‌گویند سعی دارند دستگاه تبلیغاتی شهرداری مشهد نباشند.

## ضمائم روزنامه شهرآرا
روزنامه شهرآرا دارای چندین ضمیمه می باشد. شهرآرامحله ، شهرآراورزشی ، مترو، پلخمون، شهربانو ، کوله پشتی ، چهره ، شهر خلاق ، میلان ، توانشهر ، مدرسه زندگی ، شهرداد ، شهر داستان ، میلان‌و ، زندگی نو ، خراسانیات ، لینک ، هزاردستان ، ۷شنبه ، ۱۸۶۰ ، شهرآراپلاس ، جهانشهر و مشهدچهره از جمله این موارد می باشد.

## شهرآرانیوز ، فوتوشهر و مشهدچهره
وب سایت خبری شهرآرانیوز در تاریخ ۲۹ خرداد ۱۳۹۸ با هدف اطلاع رسانی و انتشار اخبار مشهد، ایران و جهان راه اندازی شد.
پیش از این وب سایت روزنامه شهرآرا با نام شهرآرا آنلاین در دسترس بود.
همچنین وب سایت های فوتوشهر با موضوع گزارش تصویری عکاس های شهر مشهد و مشهدچهره با موضوع معرفی چهره های مشهدی و اهالی شهر از دیگر سایت های این موسسه است.

## حواشی
مجید خرمی که از شهریور ۱۳۹۶ مدیریت این روزنامه را بر عهده داشت، در ۳ آبان ۱۳۹۸ به همراه معاونانش در مشهد بازداشت شد.

## دیدگاه مسئولان مشهد
- محمدرضا قلندر شریف، شهردار مشهد در بازدید خود از روزنامه شهرآرا به مناسبت روز خبرنگار ۱۴۰۲ گفت: هر خدمتی که مدیریت شهری ارائه می دهد، باید به  مردم اعلام شود و حتی نسبت به آن، نقد منصفانه صورت بگیرد. این دیدگاهی است که  مورد توجه همه است تا خدماتی که  به  مردم ارائه می شود، بر بستر رسانه انعکاس پیدا کند.[۴]
- محمدرضا حیدری رئیس پنجمین دوره شورای شهر مشهد در مراسم دهمین سالگرد روزنامهٔ شهرآرا دربارهٔ آن گفت:شهرآرا زبان گویای مردم است که دیدگاه‌هایشان را به مدیریت شهری منتقل می‌کند؛ این روزنامه نباید فقط سخنگوی مدیریت شهری بلکه نقدکننده باشد؛ شهرآرا باید صدای کسانی باشد که رسانه‌ای برای انعکاس دیدگاه‌ها و سلایق‌شان نداشته‌اند و خوشبختانه در این دوره، این امر تا اندازه زیادی محقق شده‌است. امیدواریم با همراهی بزرگان و دلسوزان مشهد، شهرآرا بتواند نقش کانونی خودش را ایفا کند.[۵]
- سید محمد پژمان شهردار سابق مشهد در نخستین سالگرد روزنامهٔ شهرآرا دربارهٔ آن گفت:

تمام شهرداری‌ها نیاز به داشتن یک نشریه دارند، البته تأکید دارم که مطبوعات شهری نباید بولتن شهرداری باشند، بلکه باید علاوه بر انتقاد از مدیران شهری پیگیر مسائل و موضوعات شهر نیز باشند. روزنامه برای شهر مشهد، از نان شب هم واجب‌تر است.
- حسین موحدیان فرماندار سابق مشهد هم گفت:

روزنامه توانسته‌است به عنوان پل ارتباطی بین مردم و مسئولان عمل کند. شهرآرا به غنای فرهنگی در شهر مشهد افزوده‌است.